# رابرت براون (گیاه‌شناس)
رابرت براون (Robert Brown)‏ FRSE FRS FLS MWS‏ (۲۱ دسامبر ۱۷۷۳ میلادی - ۱۰ ژوئن ۱۸۵۸ میلادی)، گیاهشناسی اسکاتلندی و دیرین‌گیاه‌شناسی بود که خدمات مهمی در زمینه گیاه‌شناسی کرد که بیشترشان در رابطه با پیشتازی او در استفاده از میکروسکوپ بود. خدمات او شامل یکی از اولین توصیفات مفصل در زمینه هسته سلول و جریان سیتوپلاسمی؛ مشاهده حرکت براونی؛ کارهای اولیه بر روی گرده‌افشانی گیاهان و لقاح. همچنین او اولین کسی بود که تفاوت بنیادین بازدانگان را از نهاندانگان متوجه شد. همچنین برخی از اولین مطالعات در زمینه گرده‌افشانی را او صورت داد. وی خدمات متعددی در زمینه تاکسونومی گیاهی انجام داد که قابل توجه ترینشان دسته‌بندی تعدادی از گیاهان در قالب تیره‌هایی بود که هنوز هم این دسته‌بندی معتبر تلقی می‌گردد. همچنین چندین جنس و گونه از گیاهان استرالیایی را شناسایی کرد که حاصل اکتشافات وی در آن قاره به همراه متیو فلیندرز بود.

## اوان زندگی

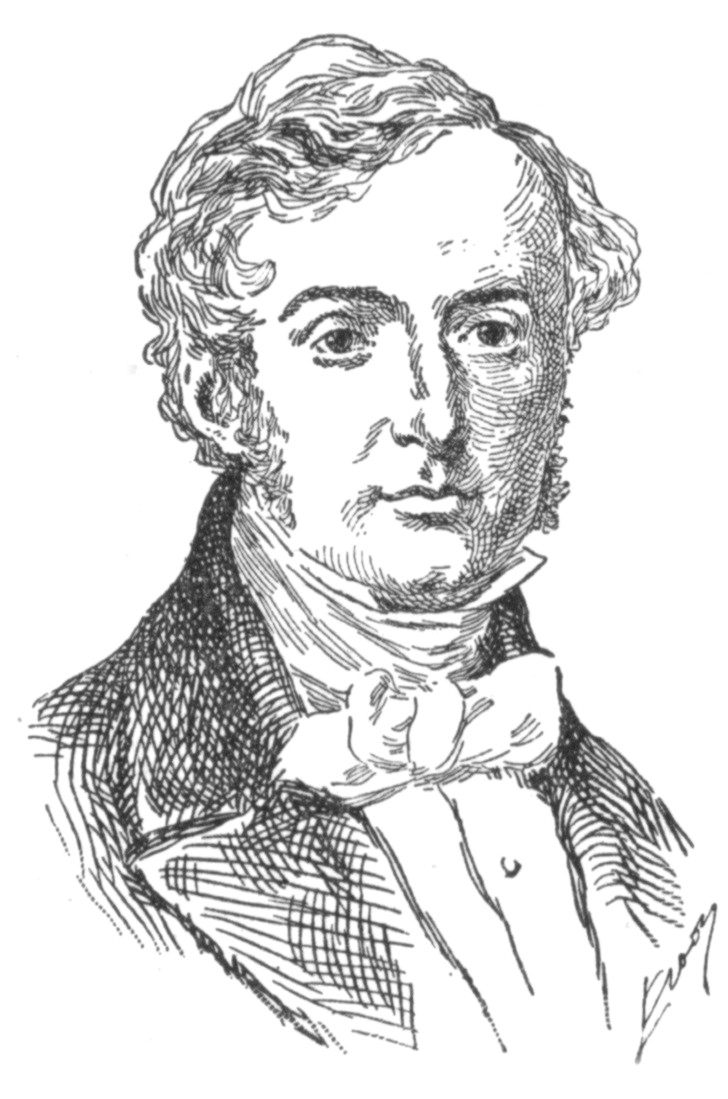
رابرت براون

براون در مونتروز در ۲۱ دسامبر ۱۷۷۳ میلادی در خانه ای بدنیا آمد که اکنون کتابخانه مونتروز در آنجا واقع است. او پسر جیمز براون، وزیر کلیسای اپیسکوپال اسکاتلند بود که چنان تحت اتهامات یعقوبی‌گرایی قرار داشت، به طوری که در ۱۷۸۸ میلادی، از تصمیم کلیسای خود مبنی بر اعلان وفاداری به جرج سوم سرباز زد. مادر او هلن براون با نام تولد تیلور، دختر یک وزیر پرسبیترینیست بود. براون هنگام کودکی در مدرسه گرامر محلی شرکت می‌کرد (اکنون به آن آکادمی مونتروز می‌گویند)، سپس به کالج ماریشال در ابردین رفت، اما در سال چهارمش، هنگامی که خانواده اش در ۱۷۹۰ میلادی به ادینبرا نقل مکان نمودند، از آن مدرسه ترک تحصیل نمود. پدرش اواخر همان سال فوت کرد.
براون در دانشگاه ادینبرو به مطالعه پزشکی پرداخت، اما بعداً به گیاهشناسی علاقه‌مند شده و بیشتر وقت خود را به گیاهشناسی اختصاص داد تا پزشکی. او در درس‌های جان واکر شرکت جست، در اردوهای علمی گیاه‌شناختی در ارتفاعات اسکاتلند به تنهایی یا با گلخانه‌دارانی چون جورج دان شرکت می‌جست و توصیفات باریک‌بینانه‌ای از گیاهانی که جمع‌آوری می‌نمود، می‌نگاشت. همچنین شروع به برقراری مکاتباتی با ولیام ویترینگ کرده و برای او نمونه‌هایی را گردآوری می‌نمود. ویلیام ویترینگ یکی از شناخته شده‌ترین گیاهشناسان بریتانیایی عصر خویش بود. از کارهای مهم براون در این عصر، مواردی چون کشف گونهٔ جدید علف، Alopecurus alpinus و اولین مقاله گیاهشناسی‌اش با عنوان «تاریخچه گیاهشناسی آنگوس» بود که در جامعه تاریخ طبیعی ادینبورگ در ۱۷۹۲ میلادی قرائت شد اما در زمان حیاتش چاپ نشد.
براون از رشته پزشکی در ۱۷۹۳ میلادی اخراج شد. سپس در ۱۷۹۴ میلادی در «فایفشایر فنسیبلز» ثبت نام کرد و هنگش به مدت کوتاهی پس از آن به ایرلند فرستاده شد. در ژوئن ۱۷۹۵ میلادی رتبه «سرجن میت» را به او دادند. هنگ او کار زیادی نمی‌کرد، فلذا اوقات فراغت زیادی داشت که تقریباً تمامش را صرف گیاهشناسی می‌نمود. او سبک زندگی سیاری داشت که مانع ایجاد کتابخانه شخصی و کلکسیون گونه‌ها توسط او بود، این مسئله خلافه علایق شخصی وی بوده و باعث جدایی وی از مهم‌ترین هرباریوم‌ها (کلکسیون‌های خشک گیاهی) و کتابخانه‌ها می‌گردید.
براون طی این دوره از عمر خویش، علاقه بخصوصی نسبت به نهان‌زادان پیدا کرده و این زمینه، موضوع اولین نشریات وی شد، گرچه که اولین اثر نشر یافته به او نسبت داده نشد. براون با جیمز دیکسون شروع به مکاتبه کرده و تا ۱۷۹۶ میلادی نمونه‌ها و توصیفات خزه‌ها را برایش ارسال می‌نمود. دیکسون توصیفات براون را در اثرش تحت عنوان «Fasciculi plantarum cryptogamicarum britanniae» و تحت اجازه خود براون گنجاند، در حالی که نامی از او نبرد.
تا ۱۸۰۰ میلادی، براون میان گیاهشناسان ایرلندی جایگاه مستحکمی یافته بود و با تعدادی از گیاهشناسان بریتانیایی و خارجی شامل ویترینگ، دیکسون، جیمز ادوارد اسمیت و خوزه کوریا دا سرا مکاتبه می‌نمود. او کاندیدای انجمن لینه‌ای‌های لندن شد و به اثر دیکسون با عنوان «Fasciculi» کمک‌هایی کرده‌است. همچنین به دلیل تعدادی از سایر کارهایش مورد تقدیر قرار گرفته و گونه‌ای از جلبک‌ها چون Conferva brownii که اکنون با Aegagropila linnaei شناخته می‌شود، توسط لویس وستون دیلوین به نام وی نامگذاری شده بود. همچنین او شروع به آزمایش با میکروسکوپ نمود. با این حال، از آنجا که به عنوان یک جراح ارتشی در ایرلند اقامت داشت، در آنجا به نظر می‌رسید که برای وی چشم‌انداز چندان زیادی برای او وجود نداشت و نظر گیاه‌شناسان آن خطه را برای استخدامش در زمینه گیاه‌شناسی جلب نمی‌نمود.

## حرکت براونی
در ۱۸۲۷ میلادی، هنگامی که براون در حال بررسی گرده‌های معلق در آب از گیاه «Clarkia pulchella» با میکروسکوپ بود، مشاهده نمود که ذرات کوچکی که اکنون به آنها آمیلوپلاست (اندامک‌های نشاسته‌آی) و اسفروزوم (اندامک‌های لیپیدی) می‌گویند، از دانه‌های گرده بیرون زده و حرکتی ناگهانی پیوسته‌ای دارند. سپس مشاهده نمود که همان حرکت در ذرات مواد غیرآلی نیز مشاهده می‌گردد و باعث شد تا این فرضیه که این حرکت مربوط به موجودات زنده است را کنار گذارد. گرچه که براون هیچ نظریه‌ای برای توضیح این حرکت ارائه نکرد، این پدیده را اکنون به نام او، یعنی «حرکت براونی» می‌نامند.
در سال‌های اخیر مناقشاتی پیرامون این که آیا میکروسکوپ براون به میزان کافی قدرت هویدا ساختن این پدیده را داشته یا نه، شکل گرفته‌است. کشفیات براون در مقاله مختصری به سال ۱۹۹۱ میلادی رد شد. مدت کوتاهی پس از این تاریخ، برایان جی. فورد، متخصص میکروسکوپ، در ارائه مصوری که برای «اینتر میکرو» در ۱۹۹۱ میلادی در شیکاگو صورت داد، با همان میکروسکوپی که براون در اختیار داشت آزمایش را تکرار نمود. سکانس‌های ویدیویی او مشاهدات براون را اثبات کرده و مشخص کرد که میکروسکوپ براون به میزان کافی قدرت داشته تا به او امکان رؤیت حرکت ذرات را بدهد. فیل پرلِ فیزیکدان و همکارانش، بحث مفصلی پیرامون مشاهدات براون بر روی ذرات گرده Clarkia pulchella ارائه کردند که شامل تاریخچه، گیاهشناسی، میکروسکوپی و فیزیک مربوط به این پدیده است.